# Epitome Aegidii
Die Epitome Aegidii ist die am häufigsten überlieferte Kurzfassung der lex Romana Visigothorum, des sogenannten Breviars. Die Epitome nimmt damit Bezug auf das im Breviar enthaltene römische Recht, die Kaisererlasse und juristische Erläuterungen. Das Werk entstand vornehmlich wohl im karolingischen 8./9. Jahrhundert und teils wohl noch im 12./13. Jahrhundert sowie durch den Ersteditor im 16. Jahrhundert in Gallien, und ist in zweiundzwanzig (großteils) vollständigen, teils nur bruchstückhaften Handschriften und teils in bloßen Exzerpten überliefert. Konkret wird mit einer Einzelmeinung Tours als Entstehungsort vorgeschlagen. Benannt ist die Epitome nach ihrem Erstherausgeber, dem Antwerpener Stadtschreiber und Humanisten Petrus Ägidius (Peter Gillis; 1486–1533), der sie 1517 nach einer danach wohl verschollenen Handschrift als eigenen zusätzlichen Textzeugen druckte.

## Grundzüge
Hauptsächlich ist in der Epitome römisches Recht aus dem Codex Theodosianus vertreten. Bestandteile sind posttheodosianische Novellen, die Gaius-Epitome, die pseudopaulinischen Sentenzen, der Codex Gregorianus, der Codex Hermogenianus und ein einzelnes Responsum des Papinian. Daneben sind in deutlich kleineren Teilen germanische Stammesrechte enthalten, die den leges Salica, Alamannorum, Baiuvariorum, Burgundionum, Ripuaria und Visigothorum entnommen sind. Außerdem fließen einige Kapitularien in das Werk ein. Entstanden ist die Epitome als unselbständiger Begleittext zum Breviar des Alarich, der lex Romana Visigothorum, die auch als Breviarium Alaricianum bekannt ist.
Detlef Liebs spricht davon, dass der Autor „ein Mann der Kirche“ gewesen sein muss, denn kardinale Themen sind die Bestrafung des Ehebruchs, die Behandlung Gefangener oder verbotene Appellationen seitens der Bischöfe. Eher germanischen Ursprungs sind Fragen der Untreue. Daneben werden Regelungen und Maßnahmen für neue Verwaltungsstrukturen und Änderungen der Kommunalverfassungen sichtbar. Breiten Raum nehmen neben der Behandlung kaiserlicher Novellen (etwa Majorians und Valentinians III.) die Änderungen im Kriminalstrafrecht und -prozess sowie im Privatrecht ein, wobei Regelungen zu Schmähschriften, Verschleppung von Anklagen, Eheverboten und Hausrechten verabschiedet wurden.
Rezipiert wurde die Epitome in den formulae Turonenses, von Benedictus Levita (Kapitulariensammlung), in den pseudoisidorischen Texten (etwa der Capitula Angilramni), auch Hinkmar von Reims zitierte sie. Im Hochmittelalter fand sie Aufnahme in den leges Henrici Primi des Königs Heinrich I. und im Schwabenspiegel.